# Camden (Delaware)
Pour les articles homonymes, voir Camden.
Camden est une ville américaine située dans le comté de Kent, dans l'État du Delaware.
Selon le recensement de 2010, Camden compte 3 464 habitants. La municipalité s'étend sur 3,70 milles carrés (9,58 km2).

## Histoire
Camdem fut établi en 1783 par une communauté connu sous le nom de Mifflin's Crossroads. La communauté de Mifflin's faisait partie du groupe religieux "Religious Society Of Friends" mené par Daniel Mifflin. A cette époque, la ville a pu bénéficier de nombreux échanges commerciaux grâce aux quais de Lebanon et Forest Landing, sur la rivière St-Jones. Par la présence de ces quais, un service de transport maritime reliant Philadelphie et New-York a été mis en place, les marchands locaux ont pu expédier des céréales, du bois de corde et de l'écorce de chêne espagnol. La Delaware Railroad fut construite aux alentours de Wyoming dans les années 1850 et améliora les possibilités du marché local, donnant prospérité à Camdem. Aujourd'hui, dans le Camdem Historic District", des habitations datant de l'époque pionnière sont encore observables.
Le 22 février 1975, un vote fut tenu pour décider de l'unification des frontières de Camdem et de Wyoming; les résidents de Camdem ont voté en faveur de cette mesure à 117 voix pour contre 49 mais le vote fut contrebalancé par les résidents de Wyoming qui votèrent majoritairement contre (113 voix contre 78). Le conseil municipal de Wyoming avait déjà rejeté cette décision en 1967.

## Géographie
Camdem est localisé aux coordonnées suivantes : 39°06′48″N 75°32′31″W (39.1134458, -75.5418687).
D'après le United States Census Bureau, la ville a une aire géographique de 4.9km², en incluant l'ensemble des terrains.
En raison de la faible taille de la ville, ainsi que celle de la ville voisine Wyoming, le U.S. Postal Service a associé un unique code postal aux deux villes, le 19934 "Camdem-Wyoming".

### Climat
Le climat de cet endroit est caractérisé par des étés chauds et humides et des hivers froids. Selon le KÖppen Climate Classification System, Camdem a un climat humide subtropicale abrégé "Cfa" dans les cartes.

## Démographie
Lors de l'action de recensement américaine de 2000, 2 100 personnes résidaient à Camdem avec plus de 570 familles et 830 foyers. La densité de population est de 435,9 personnes/km². La diversité ethnique de la ville était: 76,67 % de type Caucasien, 18,00 % de type américain d'Afrique, 1,38 % de type asiatique et d'autres minorités ethniques. Les Hispaniques et les Latinos représentent 2,90 % de la population.
| 1870 | 1880 | 1890 | 1900 | 1910 | 1920 |
| ---- | ---- | ---- | ---- | ---- | ---- |
| 657  | 702  | 553  | 586  | 553  | 531  |

| 1930 | 1940 | 1950 | 1960  | 1970  | 1980  |
| ---- | ---- | ---- | ----- | ----- | ----- |
| 464  | 682  | 606  | 1 125 | 1 241 | 1 757 |

| 1990  | 2000  | 2010  | - | - | - |
| ----- | ----- | ----- | - | - | - |
| 1 899 | 2 100 | 3 464 | - | - | - |

## Gouvernement
- Mayor (Maire): Tracy Torres
- Vice-Mayor (Maire-adjoint): Michael Schock
- Councilmen and woman (Conseiller municipal) : Vicki Rohodes Dan Woodall et Mark Girty
- Chief of Police (Chef de la police): Marcus Whitney
- Town Manager: Jason Stewart

## Infrastructures

### Transports
La Route 13 traverse la partie est de Camdem selon une orientation nord-sud, menant à Dover au nord et à Salisbury au sud. Un des axes secondaires de cette Route 13 traverse le centre-ville de Camdem dans une orientation nord-sud. La Delaware Route 10 traverse Camdem au niveau de la Camdem Wyoming Avenue (orientation est-ouest), menant à l'ouest à la frontière du Kent County et à l'est à la Dover Air Force Base. La DART (Delaware Transit Corporate) First State fournit un service de bus à Camdem sur la Route 104, dont la sphère d'action s'étend du nord de Camdem au Dover Transit Center à Dover; le réseau couvre également d'autres itinéraires desservant la ville de Dover.

### Installations/Services
Delmarva Power, une filiale de Exelon, fournit de l'électricité à Camdem. Chesapeake Utilities Corporation fournit du gaz naturel à la ville. La société Camden-Wyoming Sewer & Water Authority fournit le service eau et égouts à la ville de Camdem mais également à Wyoming, une ville avoisinante. La collecte de déchets et filières de recyclage à Camdem est fourni par la société Republic Services, Inc.

## Personnalités notables
- Ashley Coleman, Miss Delaware Teen USA et Miss Teen USA en 1999 (née à Cardem)
- Eric Buckson, Kent County Levy Court Commissioner (Commissaire de la Cour  du comté de Kent)
- Henry Hayes Lockwood, général durant la Guerre Civile
- Charles L. terry Jr., 65e Governor of Delaware
- R. Thomas Wagner Jr., maire de Camdem et State Auditor du Delaware